# Hi Score Girl
Hi Score Girl (ハイスコアガール, Hai sukoa gāru) est un seinen manga de Rensuke Oshikiri, prépublié dans le magazine Monthly Big Gangan entre octobre 2010 et septembre 2018 et publié par l'éditeur Square Enix en un total de 10 volumes reliés. La version française est éditée en intégralité par Mana Books.
Une adaptation en série télévisée d'animation est produite par J.C.Staff. La première saison est diffusée entre 13 juillet 2018 et 28 septembre 2018 et la deuxième saison, Hi Score Girl II, entre le 25 octobre 2019 et le 20 décembre 2019.
Une suite manga intitulée Hi Score Girl DASH (ハイスコアガールDASH) est prépubliée dans le Monthly Big Gangan à partir de décembre 2019.

## Synopsis
1991. Haruo est un élève de primaire qui n’a qu’une passion : les jeux vidéo. Il passe la quasi-totalité de son temps libre dans les salles d’arcade à aiguiser sa maîtrise des jeux de combat. Alors qu’il pense être le meilleur dans son domaine, ses certitudes vont voler en éclats le jour où une redoutable adversaire va se dresser contre lui : Akira, la plus brillante et la plus jolie des filles de son école.

## Personnages
Haruo Yaguchi (矢口 春雄, Yaguchi Haruo)/Haruo (ハルオ, Haruo)
Voix japonaise : Kōhei Amasaki, voix française : Aurélien Ringelheim
Un jeune homme surnommé « Beastly Fingers Haruo » ayant une affinité pour le jeu vidéo. Il rencontre sa grande rivale, Akira Ono, lors d'une partie de Street Fighter II. Sans se laisser décourager après sa défaite, il la considère toujours comme une adversaire qu'il doit défier et éventuellement battre. Au départ sarcastique et à l'ego démesuré, Haruo devient plus humble sans abandonner pour autant son dévouement et son amour pour le jeu, qui frise l'obsession malsaine. Cette pure passion pour le jeu l'amène cependant à rencontrer certains de ses amis les plus proches.
Akira Ono (大野 晶, Ōno Akira)
Voix japonaise : Sayumi Suzushiro, voix française : Cécilé Gatto
Fille d'Ono Zaibatsu, Akira est riche, populaire et aux multiples talents – à l'opposé d'Haruo. Pour échapper au régime éducatif strict auquel elle est confrontée à la maison, elle se faufile dans des salles d'arcade pour jouer, où elle fait preuve de capacités de jeu exceptionnelles. Elle ne parle et ne communique qu'à travers des gestes et des expressions faciales.
Koharu Hidaka (日高 小春, Hidaka Koharu)
Voix japonaise : Yūki Hirose, voix française : Karl-Line Heller
Kotaro Miyao (宮尾 光太郎, Miyao Kōtarō)
Voix japonaise : Kazuyuki Okitsu, voix française : Charles Germain
Reiko Toono (遠野 麗子, Toono Reiko)
Genta Doi (土井 玄太, Doi Genta)
Voix japonaise : Daiki Yamashita, voix française : François Creton
Moemi Goda (業田 萌美, Gōda Moemi)
Voix japonaise : Shizuka Itō, voix française : Charlyne Pestel
Chihiro Onizuka (鬼塚 ちひろ, Onizuka Chihiro)
Voix japonaise : Daria Mido
Namie Yaguchi (矢口 なみえ, Yaguchi Namie)
Voix japonaise : Satomi Arai, voix française : Christine Paris
Jiya (じいや, Jiiya)
Voix japonaise : Chō (en)
Makoto Ono (大野 真, Ōno Makoto)
Voix japonaise : Chinatsu Akasaki, voix française : Clara Soares
Numata (沼田先生, Numata)
Voix japonaise : Yūichi Nakamura
Felicia Nikotama (二子玉川 フェリシア, Nikotamagawa Felicia)
Voix japonaise : Shiori Izawa
Aulbath Ōimachi
Voix japonaise : Takuma Terashima (en)
Sagat Takdanobaba
Voix japonaise : Ken'ichi Suzumura
Blanka Kuhombutsu
Voix japonaise : Junichi Suwabe
Sasquatch Tamagawagakuenmae
Voix japonaise : Kensho Ono (en)

## Médias

### Manga
Hi Score Girl, scénarisé et dessinée par Rensuke Oshikiri, est prépublié dans le magazine Monthly Big Gangan de Square Enix entre le 25 octobre 2010 et le 25 septembre 2018 et publié au format tankōbon par le même éditeur en un total de 10 volumes sortis entre le 25 février 2012 et le 25 mars 2019. Les cinq premiers tomes de la série sortent le 25 juillet 2016 dans une nouvelle édition intitulée Hi Score Girl CONTINUE (ハイスコアガール CONTINUE), comprenant notamment une nouvelle couverture et un one-shot spécial de 16 pages. Deux guides officiels, Haisukoagāru kōshiki fan bukku KAJIMEST (ハイスコアガール 公式ファンブック KAJIMEST) et Haisukoagāru kōshiki fan bukku KAJIMEST CONTINUE (ハイスコアガール 公式ファンブック KAJIMEST CONTINUE), sortent respectivement le 25 juin 2013  (ISBN 978-4-7575-3977-8) et le 25 avril 2019  (ISBN 978-4-7575-6077-2).
La version française est publiée par Mana Books avec le premier volume sorti le 4 juillet 2019 et le 10e et dernier volume sorti le 6 mai 2021,. Square Enix Manga & Books publie le manga en version anglaise avec le premier volume sorti le 25 février 2020 et le 10e et dernier volume sorti le 25 février 2020,.
Le numéro de décembre 2019 du Monthly Big Gangan annonce une série dérivée manga intitulée Hi Score Girl DASH suivant Koharu Hidaka devenu professeur de collège. La série est prépubliée à partir du numéro suivant, le 25 décembre 2019 et publiée au format tankōbon avec un premier volume sorti le 25 mars 2021.

#### Liste des volumes

##### Hi Score Girl
| no | Japonais         | Japonais          | Français         | Français          |
| no | Date de sortie   | ISBN              | Date de sortie   | ISBN              |
| --- | ---------------- | ----------------- | ---------------- | ----------------- |
| 1 | 25 février 2012  | 978-4-7575-3512-1 | 4 juillet 2019   | 979-10-35501-14-3 |
| 2 | 25 juin 2012     | 978-4-7575-3642-5 | 5 septembre 2019 | 979-10-35501-29-7 |
| 3 | 25 décembre 2012 | 978-4-7575-3841-2 | 21 novembre 2019 | 979-10-35501-43-3 |
| 4 | 25 juin 2013     | 978-4-7575-3956-3 | 2 janvier 2020   | 979-10-35501-54-9 |
| Au Japon, le volume 4 est également sorti en édition limitée accompagné d'un cd de musiques de jeux à la même date (ISBN 978-4-7575-3959-4). |                  |                   |                  |                   |
| 5 | 25 décembre 2013 | 978-4-7575-4188-7 | 19 mars 2020     | 979-10-35501-67-9 |
| Au Japon, le volume 5 est également sorti en édition limitée accompagné d'un cd de musiques Namco à la même date (ISBN 978-4-7575-4161-0).   |                  |                   |                  |                   |
| 6 | 25 juillet 2016  | 978-4-7575-5044-5 | 28 mai 2020      | 979-10-35501-73-0 |
| 7 | 25 janvier 2017  | 978-4-7575-5227-2 | 9 juillet 2020   | 979-10-35501-79-2 |
| 8 | 24 mars 2018     | 978-4-7575-5679-9 | 3 septembre 2020 | 979-10-35501-86-0 |
| 9 | 25 juin 2018     | 978-4-7575-5768-0 | 3 décembre 2020  | 979-10-35502-03-4 |
| 10 | 25 mars 2019     | 978-4-7575-6076-5 | 6 mai 2021       | 979-10-35502-50-8 |

##### Hi Score Girl DASH
| no | Japonais          | Japonais          |
| no | Date de sortie    | ISBN              |
| -- | ----------------- | ----------------- |
| 1  | 25 mars 2021      | 978-4-7575-7021-4 |
| 2  | 25 septembre 2021 | 978-4-7575-7398-7 |
| 3  | 23 juin 2022      | 978-4-7575-7941-5 |
| 4  | 25 mars 2023      | 978-4-7575-8429-7 |

### Série télévisée d'animation

Logo de la série animée sur Netflix.

Une adaptation en anime est annoncée en décembre 2013 dans le Monthly Big Gangan. En mars 2018, il est annoncé que l'anime prendra la forme d'une série télévisée animée par SMDE et produit par J.C. Staff. La série est réalisée par Yoshiki Yamakawa et scénarisée par Tatsuhiko Urahata, avec un chara design de Michiru Kuwabata et une musique composée par Yoko Shimomura. Le générique d'ouverture, New Stranger, est interprété par Sora Tob Sakana tandis que le générique de fin, Hōkago Distraction, est interprété par Etsuko Yakushimaru (en).
Les douze épisodes de la série sont diffusés entre le 13 juillet et le 28 septembre 2018. Netflix streame l'anime à partir du 24 décembre 2018,. La série reçoit trois épisodes OVA intitulés Extra Stage diffusés le 20 mars 2019,.
Une deuxième saison de neuf épisodes est diffusée entre le 25 octobre et le 20 décembre 2019 avec les mêmes doubleurs et la même équipe de production. Pour la deuxième saison, le générique d'ouverture est Flash interprété par Sora Tob Sakana tandis que le générique de fin,Unknown World Map est interprété par Etsuko Yakushimaru,. La saison 2 est mise en ligne sur Netflix le 9 avril 2020 hors du Japon et de la Chine.

#### Liste des épisodes
| No | Titre de l’épisode en français | Titre original de l’épisode | Date de 1re diffusion |
| -- | ------------------------------ | --------------------------- | --------------------- |
| 1  | Round 1                        | Round 1                     |                       |
| 2  | Round 2                        | Round 2                     |                       |
| 3  | Round 3                        | Round 3                     |                       |
| 4  | Round 4                        | Round 4                     |                       |
| 5  | Round 5                        | Round 5                     |                       |
| 6  | Round 6                        | Round 6                     |                       |
| 7  | Round 7                        | Round 7                     |                       |
| 8  | Round 8                        | Round 8                     |                       |
| 9  | Round 9                        | Round 9                     |                       |
| 10 | Round 10                       | Round 10                    |                       |
| 11 | Round 11                       | Round 11                    |                       |
| 12 | Round 12                       | Round 12                    |                       |
| 13 | Round 13                       | Round 13                    | 20 mars 2018          |
| 14 | Round 14                       | Round 14                    | 20 mars 2018          |
| 15 | Round 15                       | Round 15                    | 20 mars 2018          |
| 16 | Round 16                       | Round 16                    |                       |
| 17 | Round 17                       | Round 17                    |                       |
| 18 | Round 18                       | Round 18                    |                       |
| 19 | Round 19                       | Round 19                    |                       |
| 20 | Round 20                       | Round 20                    |                       |
| 21 | Round 21                       | Round 21                    |                       |
| 22 | Round 22                       | Round 22                    |                       |
| 23 | Round 23                       | Round 23                    |                       |
| 24 | Round 24                       | Round 24                    |                       |

## Accueil
Le manga se place 2e du sondage des lecteurs masculins Kono Manga ga sugoi! 2013 de Takarajimasha. En 2013, il est également nommé lors du 6e Grand prix du manga et du 17e Prix culturel Osamu-Tezuka. Il est 9e du Grand Prix Comic Natalie 2013.
Au 30 décembre 2012, le volume 3 s'était vendu à 59 016 exemplaires et au 7 juillet 2013 le volume 4 s'était vendu à 103 734 exemplaires.

## Action juridique
Le 5 août 2014, le district de police d'Osaka effectue une perquisition dans les locaux de Square Enix, l'éditeur de Hi Score Girl, à la suite d'une plainte pour violation de propriété intellectuelle déposée par SNK Playmore déclarant que le manga présenterait plus de 100 instances de personnages de The King of Fighters, Samurai Shodown et d'autres jeux vidéo de combat. Par conséquent, Square Enix rappelle tous les volumes imprimés et suspend temporairement la publication des futurs volumes et les ventes numériques. Cependant, le manga continue sa prépublication dans le magazine Monthly Big Gangan.
En août 2015, il est annoncé que Square Enix et SNK Playmore sont parvenus à un accord annulant les poursuites judiciaires et permettant à nouveau la vente de la série sous différents formats,.